# Yvonne Gancel
Yvonne Ernestine Gancel, född 6 november 1904 i Rouen, död där 27 juli 1980, var en fransk friidrottare med kastgrenar som huvudgren. Gancel blev silvermedaljör vid den första ordinarie damolympiaden 1922 och var en pionjär inom damidrott.

## Biografi
Yvonne Gancel föddes i norra Frankrike, i ungdomstiden var hon aktiv friidrottare och gick med i idrottsföreningen Normandiakring 1920. Från 1922  tävlade hon för L'Union sportive quevillaise i Le Petit-Quevilly.
Gancel deltog sedan i den första ordinarie damolympiaden den 20 augusti 1922 i Paris. Under idrottsspelen vann hon silvermedalj i spjutkastning.
Den 15 juli 1923 blev hon fransk mästare i spjutkastning vid tävlingar i Bourges. Vid de franska mästerskapen den 14 juli 1924 på Pershingstadium i Paris tog hon åter mästartiteln i spjutkastning.